# Pema Gyaltsen Rinpoché
Pema Gyaltsen tibétain : པདྨ་རྒྱལ་མཚན།, Wylie : padma rgyal mtshan, aussi appelé Pema Gyaltsen Rinpoché et Khensur Rinpoché, né dans la région de Ba, au sud-est du Tibet en 1908 et mort le 1er juillet 1985 à Mundgod dans sa résidence du monastère de Drépung en Inde est un abbé de Drépung et un maître de l'école gélougpa du bouddhisme tibétain.

## Biographie
Pema Gyaltsen est né en 1908, à Mutok, dans le district de Bha au Tibet oriental. A 11 ans, il est admis au monastère local de Bha Choede Gonpa, et y apprend rapidement les rituels et les rites. A 19 ans, il voyagea à pied pendant trois mois jusqu'à Drepung, à la périphérie de Lhassa.
Enfant, la capacité de mémorisation de Pema Gyaltsen de texte est inhabituelle. À l’âge de 19 ans, il rejoint le monastère de Drépung Loseling où il étudie intensivement et obtient le diplôme de Geshe Lharampa à l’âge de 22 ans. Il rejoint le monastère de Gyurmé pour approfondir l’étude des tantras, et devient abbé du collège Jepa du monastère de Loseling. En 1954, il devient l’abbé de l’ensemble du monastère jusqu’en 1959, quand il doit fuir le Tibet pour l’Inde avec nombre de ses confrères moines. Il continue d’être abbé du monastère au camp de réfugiés de Buxa Duar jusqu’en 1970, quand le monastère est rétabli dans le sud de l’Inde. A la demande du monastère, il reste abbé en chef du monastère jusqu’à sa mort en 1985. Il visite l’Europe, les Etats-Unis et le Canada en 1976 et 1983.
Début 1984, au cours d'une visite en Angleterre, Pema Gyaltsen Rinpoché est victime d'un grave accident vasculaire cérébral et doit retourner en Inde. Après avoir consulté le dalaï-lama pour des révélations sur le meilleur traitement à suivre, il se rend à Dharamsala où le médecin personnel du dalaï-lama le traite. Cependant, son état se détériore et il retourna au monastère de Drépung et, meurt six mois plus tard.
Il raconte les événements de sa vie, son éducation bouddhiste au Tibet, sa fuite en exil et ses responsabilités d'abbé et de principal enseignant spirituel de Drépung, dans un documentaire filmé le 4 avril 1984 issu d'une compilation de tournages durant les visites de Pema Gyaltsen Rinpoché en Grande-Bretagne en 1983-1984,.
Il est l’auteur de nombreux commentaires.
Il compte parmi ses étudiants Palden Gyatso.
Au moment où Khensur Rinpoché était sur le point de décéder, le dalaï-lama lui a rendu à sa résidence et lui conseillant de revenir après sa mort. Pema Gyaltsen Rinpoché est décédé le 1er juillet 1985. Sa réincarnation a été découverte au Tibet, et le jeune Tashi Tsering, reconnu et confirmé comme incarnation et a été amené en Inde. Lors de son audience avec le dalaï-lama, il reçoit le nom de Tenzin Kh[y]entse. Il a été admis au monastère de Drépung Loseling le 4 avril 1993.
La recherche de sa réincarnation est le sujet du film La Réincarnation de Khensur Rinpoché de Tenzing Sonam et Ritu Sarin.